# Stanisław Kirkor (1898–1983)
Stanisław Kirkor (ur. 17 maja 1898 w Krakowie, zm. 18 stycznia 1983 w Londynie) – polski ekonomista, historyk i pisarz.

## Życiorys
Po ukończeniu gimnazjum realnego w Orłowej rozpoczął studia prawnicze na Uniwersytecie Jagiellońskim. W 1920 przerwał naukę i walczył w wojnie polsko-bolszewickiej, a następnie w III powstaniu śląskim. Po powrocie na uczelnię w 1921 po roku uzyskał tytuł doktora prawa. Przez krótki czas pełnił funkcję sekretarza ekspozytury Rady Narodowej w Zagłębiu Dąbrowskim. W 1923 przeniósł się do Warszawy, był wiceprezesem Bratniej Pomocy na Uniwersytecie Warszawskim, gdzie równolegle do pracy zawodowej studiował ekonomię. Od 1923 do 1932 zajmował stanowisko naczelnika wydziału kredytu publicznego w Ministerstwie Skarbu, od 1932 do wybuchu II wojny światowej był dyrektorem wydziału finansowego zarządu miasta stołecznego Warszawy, należał do bliskich współpracowników Stefana Starzyńskiego. Po upadku Obrony Warszawy przedostał się do Francji, gdzie współpracował z przebywającym na emigracji polskim rządem. Następnie przeprowadził się do Wielkiej Brytanii, gdzie był urzędnikiem polskiego rządu na uchodźstwie. W 1951 jako ekspert Organizacji Narodów Zjednoczonych przebywał przez rok w Libii, a następnie przez osiem lat pełnił funkcję doradcy w Ministerstwie Finansów Etiopii. Po przejściu na emeryturę w 1960 powrócił do Londynu i prowadził badania historyczne nad epoką napoleońską, opracowania na ten temat publikował na łamach "Zeszytów Historycznych" i "Antemurale". Laureat Nagrody Związku Pisarzy Polskich na Obczyźnie w 1981 roku. Od 1982 członek Polskiego Towarzystwa Naukowego na Obczyźnie.

## Twórczość
- "Sprawa Zaolzia";
- "Evanston", 1943;
- "Kirkorowie litewscy. Materiały do monografii rodziny kresowej", t. 1-2, 1969, 1974;
- "Legia Nadwiślańska 1808-1814", 1981;
- "Polacy w niewoli angielskiej w latach 1803-1814", 1981;
- Pod sztandarami Napoleona, Londyn 1982;
- Polscy donatariusze Napoleona, Londyn 1974;

## Odznaczenia
- Złoty Krzyż Zasługi[3]
- Order Legii Honorowej IV klasy (Francja)[3][4]
- Order Korony Włoch III klasy (Włochy)[4]
- Order Lwa Białego IV klasy (Czechosłowacja)[4]